# Вищі Вовківці
Вищі Во́вківці — село в Україні, у Розсошанській сільській територіальній громаді Хмельницького району Хмельницької області. Населення становить 208 осіб.

## Історія
Отримало свою назву село від річки Вовк – правої притоки Південного Бугу, саме на ній за 15 км від міста Хмельницького розташоване село. Місцеві топоніми «Чорний ліс», «Футір», «Березина», «Завали» вказують на лісисту місцевість, частину якої можна і сьогодні спостерігати.
Першу писемну згадку про село знаходимо у Ю.Сіцінського, датованою 21 листопада 1799 року в честь побудови храму  Св. Архистратига Михаїла. Храм був побудований на кошти священика Іосіпа Крівіцького, дім дерев’яний при одному куполі, на ньому є дзвіниця. У 1872 році церква була приєднана до приходу села Нижні Вовківці «…через крайню бідність як церкви, так і парафіян».
У 1877 році на території села купив маєток поміщик Ф.Чайковський, якому, до слова, належало 400 десятин землі, тоді як селяни загалом мали 300 десятин. Нащадки Чайковського Людь і Мунь панували на селі до 1917 року.
Село було розташоване між панським маєтком (садком) на сході і помешканнями Длугашевського П.Й. і Свідерського К.В. – на заході. У 1893 році при церкві в найманому будинку села Вищі Вовківці була відкрита школа грамоти (церковно-приходська школа).
Про більшовицький переворот селяни дізналися від солдатів Фінляндського полку, який тоді дислокувався на Поділлі, а згодом в селі .11 листопада відбувся мітинг, на якому крім селян були присутні солдати полку. Було захоплено маєток пана Чайковського, розібрано інвентар, худобу, зерно. Пізніше солдати спалили поміщицькі маєтки.
Наприкінці лютого 1918 австро-угорські війська зайняли Вищі Вовківці, відібрану землю повернули поміщику. Для Вищих Вовковець війна закінчилась восени 1920 року.
Розпочався тривалий період радянської окупації. У 1929 році, під час примусової колективізації, створено колгосп імені 8 березня. 
З 1920 року  в селі почала діяти початкова школа. У 1930 році при школі була заснована бібліотека з 30 книг, де населення мало змогу проходити курси лікнепу. Завідувачем був комсомолець Григорій Козловський. Молоді аматори ставили постановки «Наталка-Полтавка», «Поки сонце зійде, роса очі виїсть», «Хазяїн», «За двома зайцями».
Важке трудове життя селян було зірвано чорним рядном геноциду 1932 – 1933 років, під час якого загинили сім’ї Чорних і Попілів, Захарко Ткачук. Кожна друга сім’я відчула на собі гіркоту втрати. Наче відплату за розбирання церкви  у 1932 році.
З 07 липня 1941 року до 24 березня 1944 року в селі діяв «новий порядок» старостою села був Войтко Гуровський, а комендантом  - Іван Гусяк. До Німеччини було вивезено 62 жителів – хлопців і дівчат. За рідну землю воювали 137 вовківчан, 76 не повернулись. Вічна їм пам’ять і слава. 
До 1950 року головою колгоспу була вольова і мужня жінка Ганна Трохимівна Козловська. В 1947 році в селі відкрили восьмирічну школу, у класі навчалось по 28-32 дитини. З 1961 року почала діяти вечірня школа. Згодом в 1962 році восьмирічка реорганізована в початкову, а з 1974 і взагалі закрито. Сільські діти навчались у Андрійковецькій, а з 1999 року в Малиницькій середній школі. В пам’яті односельців залишаться імена славних педагогів Присяжного М.М., Сігайлова, Варшавського М.П., Слободян Г.М., Шевчука М.П та Директора школи Івана Васильовича Філя.
В роки незалежності господарства села були приєднані до агрофірми «Проскурів» села Ружична. З 1997 року підпорядковується Розсошанській сільській раді. Сьогодні селяни одержали сертифікати на пай колгоспної землі в розмірі 3,7 гектара. Приватна власність стає нормою господарювання. Кожна сім’я утримує свійських тварин, які допомагають звести кінці з кінцями і хоч якось вижити. Маємо надію на краще! 
(Написано на основі краєзнавчого нарису А.П.Шкляревського «Рідні мої вищі Вовківці». – Хмельницький. – 2000. – 19с.)

## Галерея

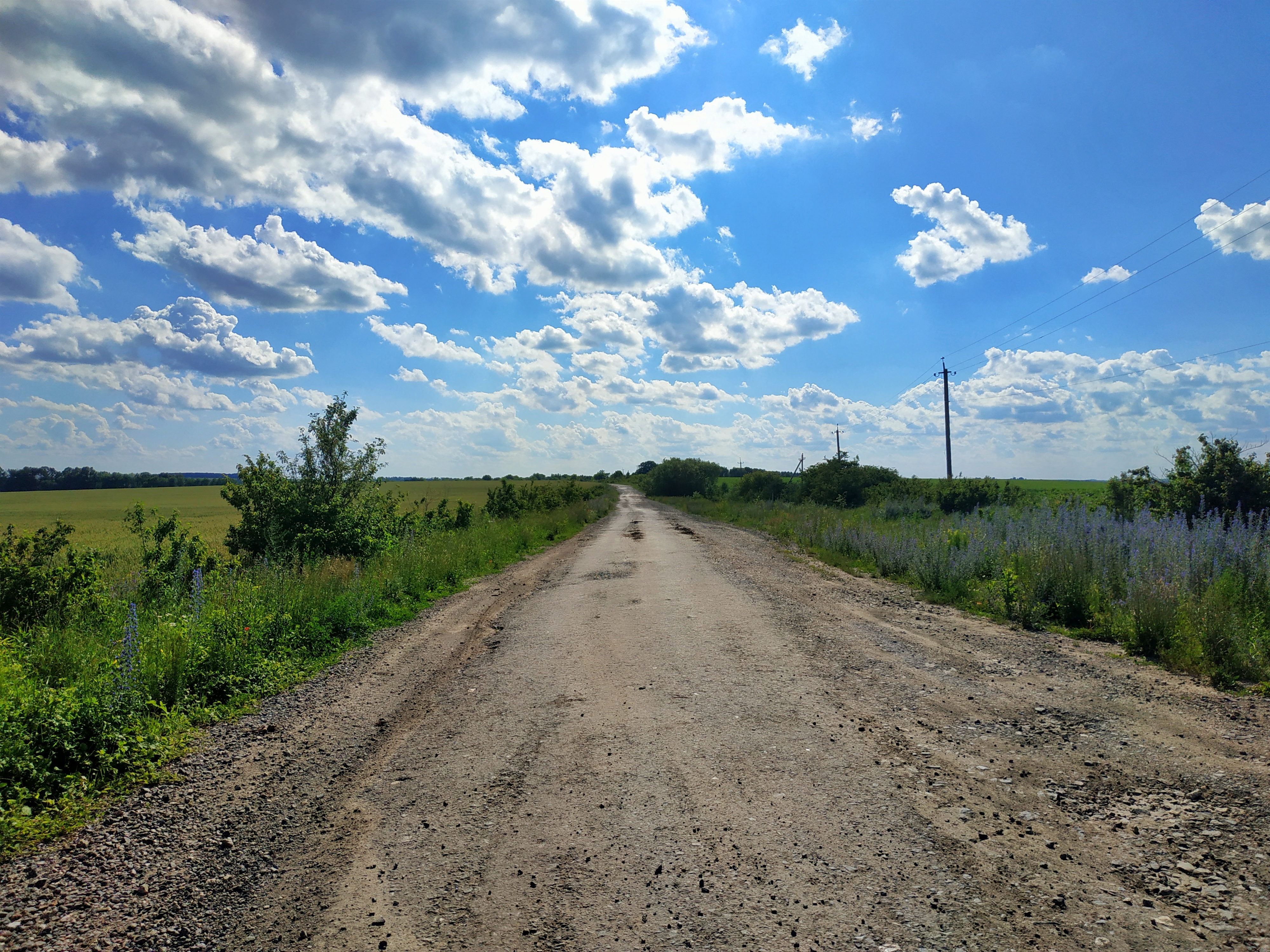
Дорога на с. Вищі Вовківці
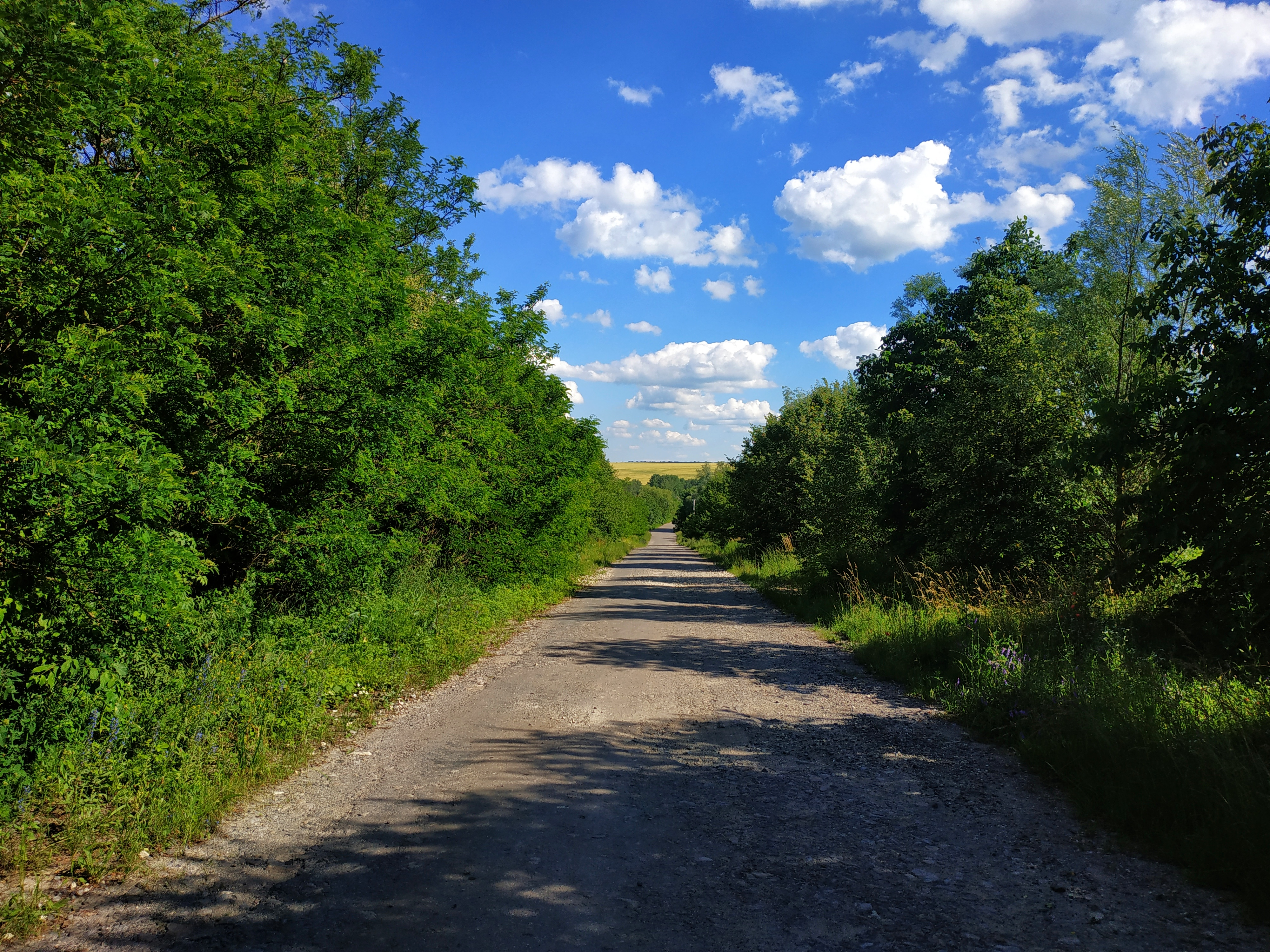
Дорога на с. Вищі Вовківці
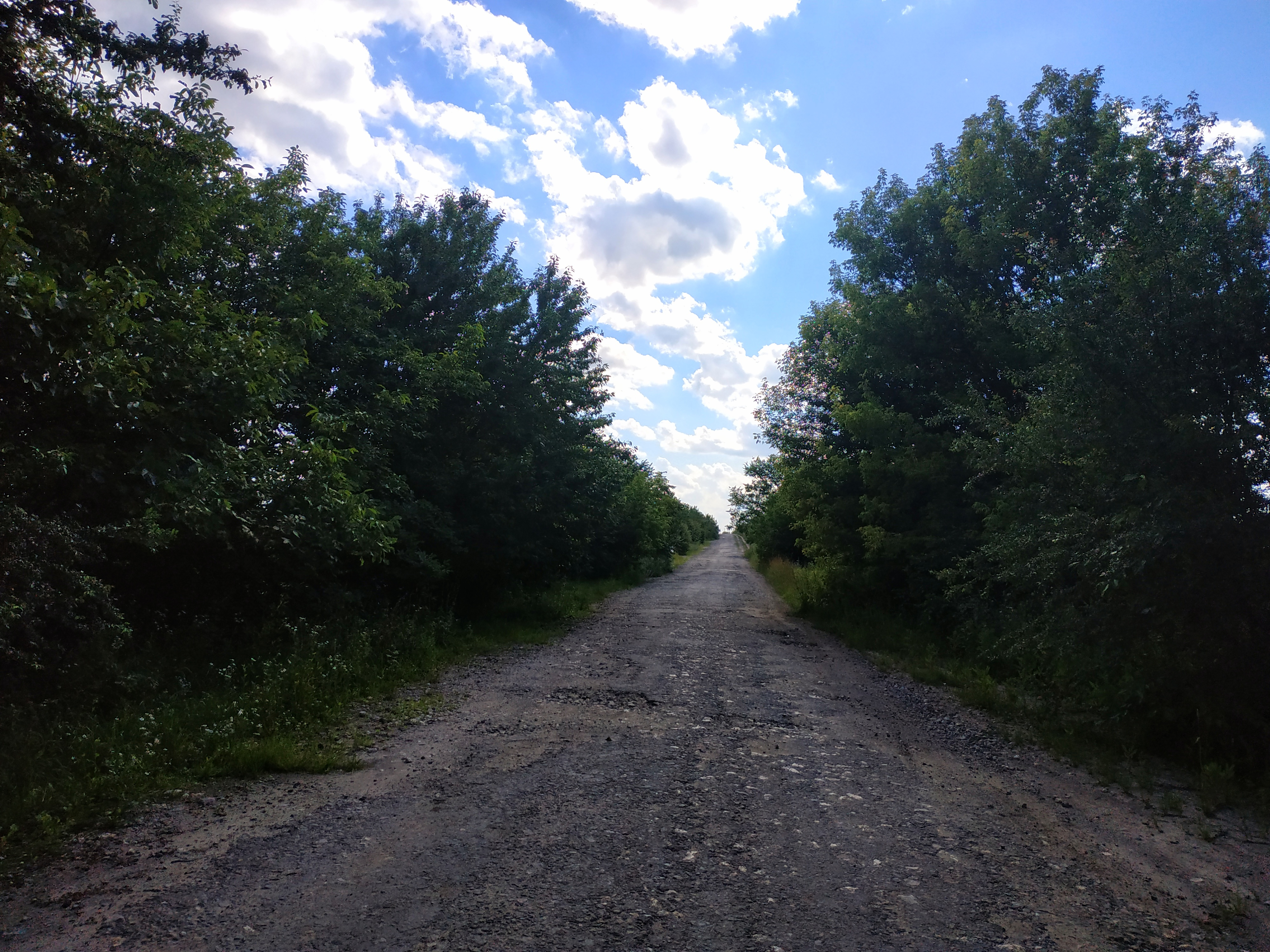
Дорога на с. Вищі Вовківці
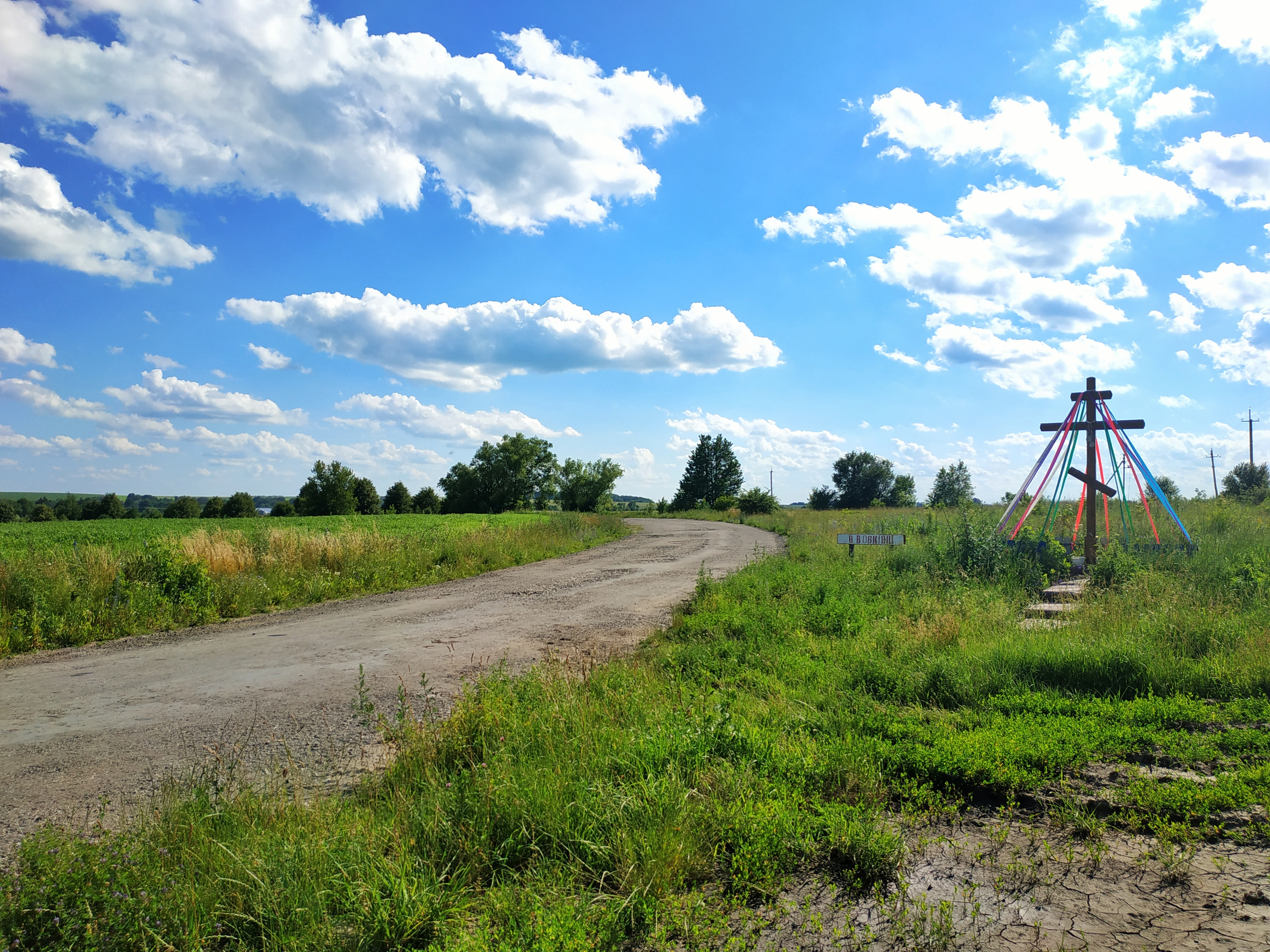
Хрест при дорозі на с. Вищі Вовківці
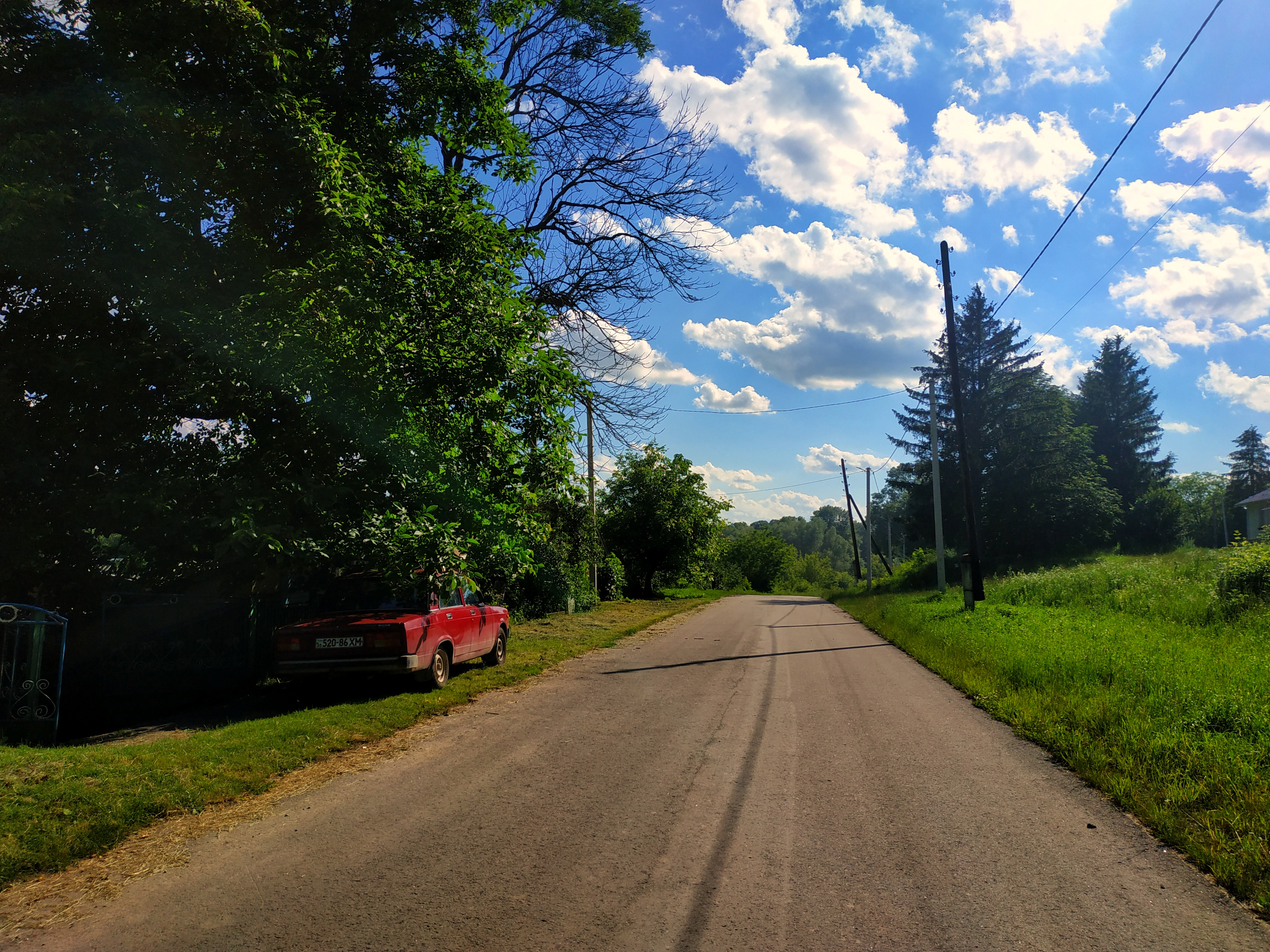
Вулиця у Вищих Вовківцях
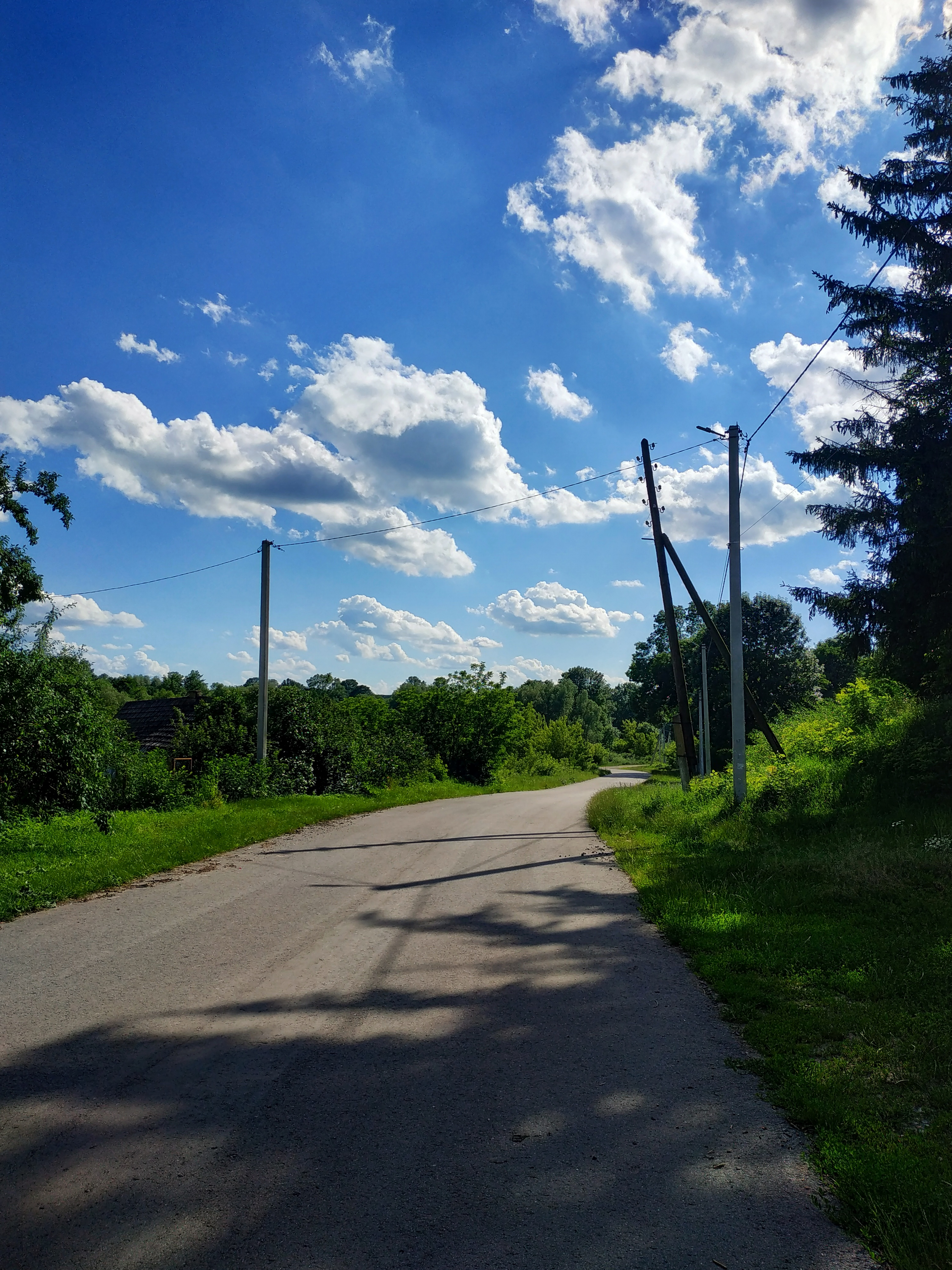
Вулиця в центрі села
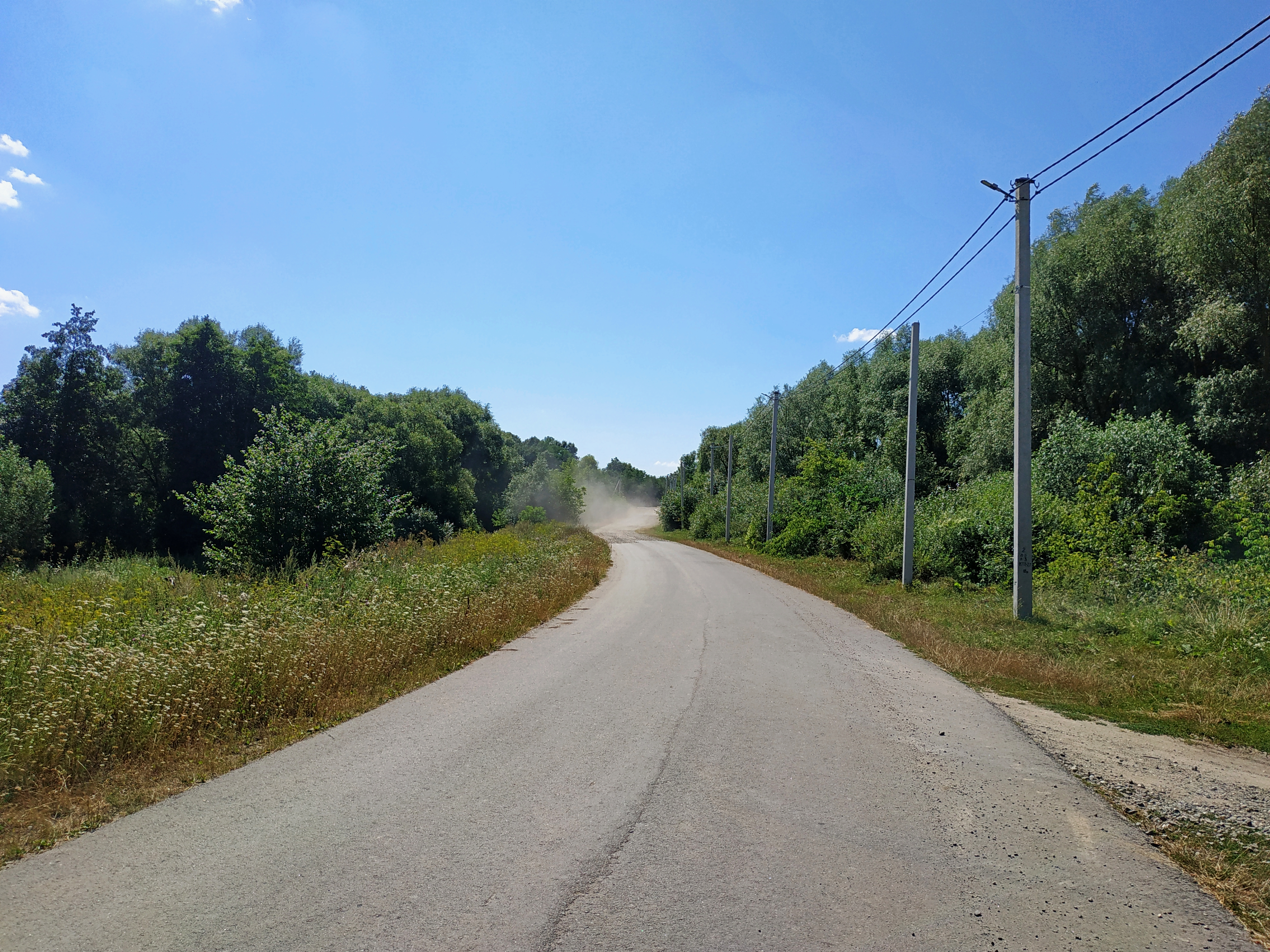
Вулиця в центрі села
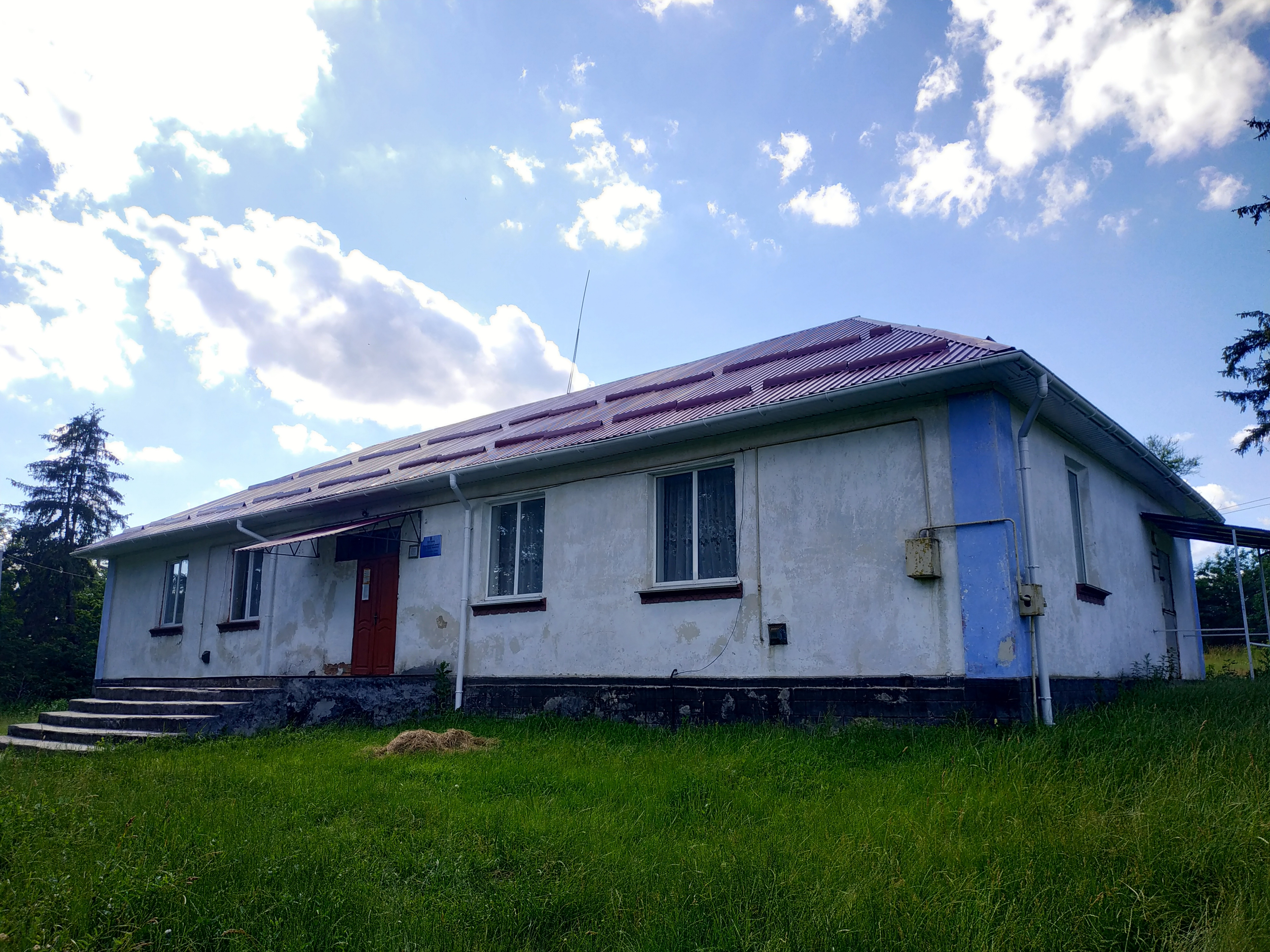
Фельдшерський пункт
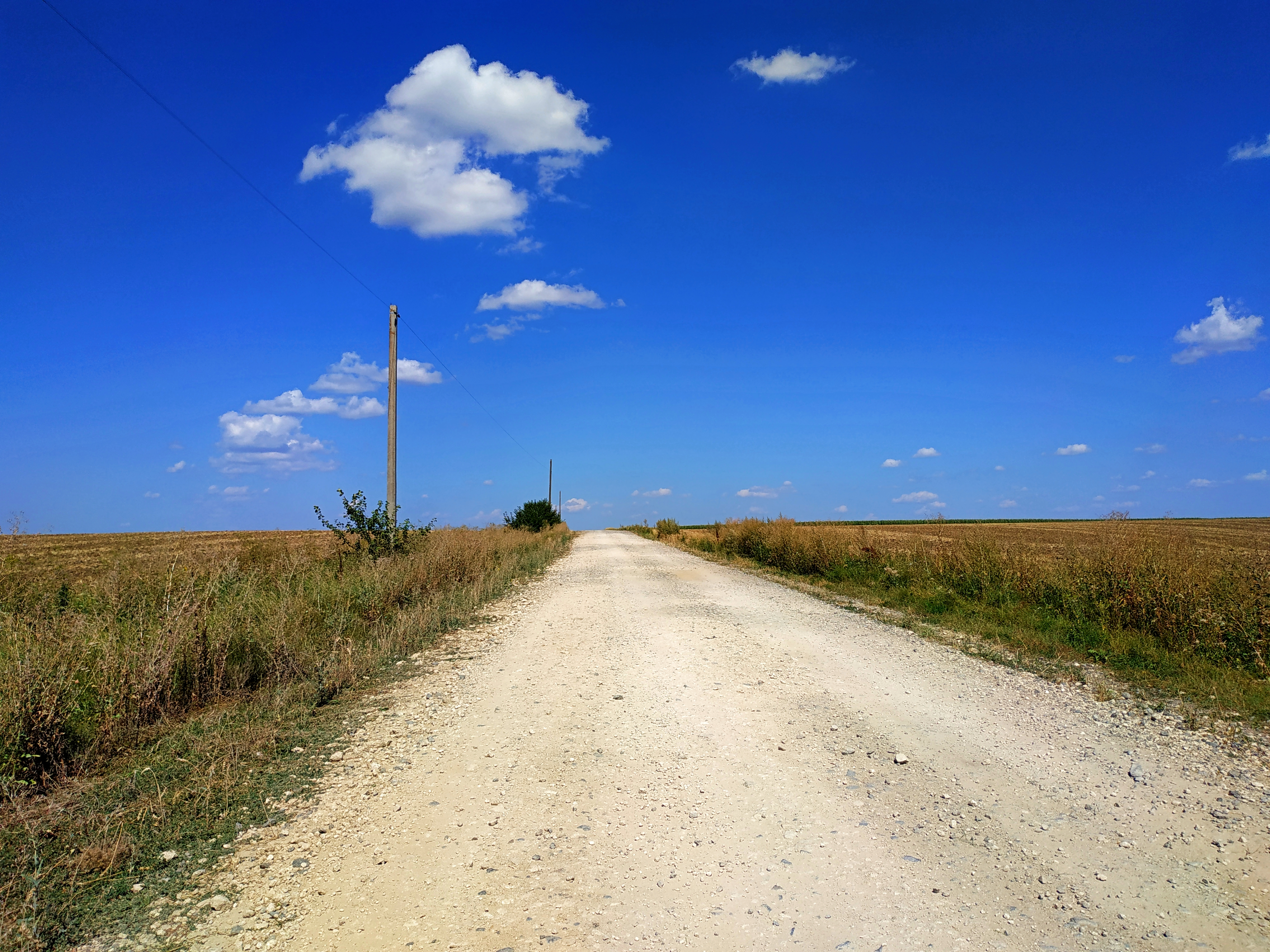
Околиці села влітку